# Герпетический энцефалит
Герпетический энцефалит — острое инфекционное заболевание, вызываемое вирусом простого герпеса. Характеризуется общемозговыми и очаговыми симптомами поражения нервной системы. Входными воротами являются слизистые оболочки или кожа.
Заболевание начинается остро. Сразу поднимается температура, проявляются менингеальные симптомы, возникают эпилептические припадки. В ликворе обнаруживаются плеоцитоз с преобладанием лимфоцитов, увеличивается содержание белка, примерно до 2–3 г/л, также проявляется легкая ксантохромия.
Течение обычно тяжелое. Летальность намного выше, нежели при других вирусных заболеваниях центральной нервной системы. Последствием часто бывает деменция. Бывают случаи, когда больной полностью выздоравливает без последствий.

## Ассоциированные состояния
У пациентов, заболевших герпетическим энцефалитом, может впоследствии развиться анти-NMDA-рецепторный энцефалит - герпетический энцефалит считается одним из возможных "триггеров" данного заболевания.